# Кристина Датская (королева Норвегии)
Кристина Кнудсдоттер Датская (норв. Kristin Knutsdotter; 1118 — 1139) — датская принцесса, королева Норвегии, жена Магнуса IV Слепого.
Кристина была дочерью Кнуда Лаварда и его жены Ингеборгы Киевской. Брак с Магнусом был устроен её тетей по материнской линии, Мальмфридой, бывшей королевой Норвегии и мачехой Магнуса и в то время женой её дяди по отцовской линии Эрика II, короля Дании. Кристина была обручена в 1131 году, брак состоялся в 1132/33 году.
Король Магнус поддержал своего тестя Кнуда и его брата Эрика в войне против датского короля Нильса. В 1133 году Эрик и Мальмфрида бежали из Дании в Норвегию под защиту Магнуса. Однако после того, как королева Кристина узнала, что Магнус планирует предать их, она предупредила их, и Эрик и Мальмфрида присоединились к сопернику Магнуса, Харальду IV. После этого король Магнус отдалился от Кристины.
Кристина умерла в 1139 году в возрасте чуть больше двадцати лет. Детей у неё не было.